# El albañil herido
El albañil herido es un cuadro de Francisco de Goya perteneciente a la quinta serie de cartones para tapices, ejecutada entre 1786 y la muerte de Carlos III en 1788, que representaban escenas costumbristas destinadas a la Pieza de Comer (o comedor) del Palacio de El Pardo del Príncipe de Asturias (el futuro Carlos IV). La obra se conserva y se expone en la Sala 85 de la colección permanente del Museo del Prado, tras una restauración realizada en 2023.

## Análisis del cuadro
La obra El albañil herido es un cartón destinado a servir de modelo a un tapiz que iba a decorar la Pieza de Comer del Palacio de El Pardo junto con la serie de las cuatro estaciones: La primavera o Las floreras, El verano o La era, El otoño o La vendimia y El invierno o La nevada. Sin embargo el tono e incluso el estilo es novedoso. El cuadro, de formato muy vertical, presenta a dos hombres que, entristecidos, transportan en brazos a un colega que, presumiblemente, se ha caído del andamio que se aprecia en último término.
La obra difunde iconográficamente un edicto de Carlos III que regulaba la construcción de andamios y que fomentaba las medidas de seguridad en la construcción y solicitaba indemnizaciones a los maestros de obras por los accidentes laborales producto de las deficiencias en los andamios. El edicto fue publicado en 1788 pero tuvo varias reediciones, la más cercana a este cartón, de 1784.
Existe también un boceto de 1786 en la que se ve la misma escena, con la salvedad de que los compañeros de trabajo muestran un gesto risueño, con el título de El albañil borracho. No se ha dilucidado si este cartón es un boceto previo al cartón o se trata de una obra independiente realizada como una variación sobre el tema de El albañil herido.
Se ha destacado unánimemente la aparición del tema decididamente social en esta obra de Goya. Además, las figuras y paisaje denotan un novedoso verismo, relacionado con La nevada o Los pobres en la fuente (1786-1787) pero sin el patetismo lacrimógeno de este último. Los rostros reflejan seriedad y preocupación por el compañero y las figuras están dignificadas mediante el recurso a la presentación de estas desde un punto de vista bajo. El cromatismo es pardo y gris, alejado de las escenas pintorescas de otras cartones. Todo ello supone un precedente del realismo social típico del Prerromanticismo.